# جبل السيف
جبل السيف جبل يقع بولاية القصرين بالجمهورية التونسية، يحده شمالا بلدية الحازة من معتمدية فوسانة ومدينة فوسانة مركز المعتمدية إلى الشرق والقطر الجزائري جنوبا وغربا. يبلغ ارتفاعه 1334 م.  